# Whitchurch (Buckinghamshire)
Whitchurch è un villaggio e parrocchia civile dell'Inghilterra, appartenente alla contea del Buckinghamshire.